# Carles Sabater i Hernàndez
Carles Sabater i Hernández (Barcelona, 21 de setembre de 1962 - Vilafranca del Penedès, 13 de febrer de 1999) fou un cantant i actor català. Va tenir una vida dedicada a l'art, interpretant diverses obres de teatre, musicals, pel·lícules, i alhora formant part com a cantant del grup de música pop-rock Sau.
Sabater va treballar juntament amb el guitarrista, pianista i amic Pep Sala en el grup anomenat Sau. Aquest fou creat el 1987 i fou dissolt el 1999, a causa de la mort sobtada del cantant, als seus 36 anys, d'una aturada cardiorespiratòria en el primer concert de la gira «XII».

## Biografia

### Infància i anys de formació
Carles Sabater va néixer a Barcelona el 21 de setembre de 1962, més concretament al barri de la Barceloneta. Estava enamorat de Llançà, poble en el qual passava els estius, i d'on eren els seus pares. De petit, segons la seva mare, «era un noi tímid, afectuós i molt vergonyós, tant, que els amics i la seva família encara se'n fan creus a on va arribar».
Va estudiar a l'Acadèmia Barceloneta i va formar part del Club Natació Montjuïc. Volia estudiar Biologia, ja que li cridava molt l'atenció. Tot i això, quan va acabar COU, va decidir que volia estudiar teatre i, doncs, fer-se actor. Aquesta decisió va sorprendre a tothom, fins i tot els seus pares que no entenien d'on li venia aquest enamorament per aquest art. Aquest amor va sorgir després de participar en una obra de teatre que va fer a l'últim curs d'estudis sota la direcció d'Elisenda Roca. Segons recorden els més propers «quan era adolescent volia passar desapercebut però de tant en tant, quan estava entre amics, quan podia i creia que era el moment adient, es treia les ulleres, es posava dret al mig de tothom i començava a cantar a pulmó obert. Cantava cançons de Serrat, de Stevie Wonder, reggaes de Bob Marley…».
Carles Sabater tenia com a mite James Dean, perquè veia en ell una figura elegant, rebel i atractiva. Amb el pas dels anys, Sabater arribaria a ser com Dean: ros, seductor, artista, a estones trist i melancòlic.
Per aconseguir ser actor, sabia del cert que havia d'ingressar a l'Institut del Teatre, on es va formar i on va començar la seva carrera d'actor. Va poder treballar amb directors com Josep Maria Flotats, Ricard Reguant, Joan Lluís Bozzo o Àngels Gonyalons.

### Sau i el reconeixement
Musicalment, Carles Sabater va començar a explotar el seu potencial com a cantant, formant duet amb el seu amic Lluís Castilla. Però no va ser fins al 1986 que Sabater va veure en la música un mitjà per expressar-se, ja que aquell any conegué a Pep Sala.
El naixement d'aquesta unió musical va ser casual, ja que Carles Sabater va anar fins al conservatori de Vic per fer la gravació d'un programa pilot per a Televisió de Catalunya que mai no seria emès. Aquest programa va fer que un jove actor barceloní conegués el responsable del conservatori de música de la capital d'Osona, un xicot anomenat Pep Sala. Músic inquiet i amb talent amb qui esdevindrien grans amics. Aquell mateix dia tots dos van començar a parlar de formar un grup. Juntament amb Joan Capdevila formarien una banda que, sense poder-ho imaginar, esdevindria una de les grans bandes del rock català dels anys 1990 (fenomen del qual serien grans representants, juntament amb els gironins Sopa de Cabra, els tarragonins Els Pets, Sangtraït o Bars, entre d'altres). Sau, amb Sabater al micròfon, fou el primer grup del moviment en tenir un gran èxit.
La majoria de les lletres de Sau són firmades per Carles Sabater, Pep Sala i Joan Capdevila (considerat «el tercer Sau de l'ombra»), on van saber expressar coses tan màgiques com l'amor per la lluna o l'amistat, amb cançons com «Boig per tu» o «Glòria». Si per alguna cosa Sau va connectar tant amb el públic fou gràcies a lletres senzilles, però cuidades, que parlaven d'amor, de sexe, de somnis o que reivindicaven el «no» al servei militar. La primera cançó que van compondre, «Qüestió de knack», va ser per incloure-la en una obra de teatre dirigida per Ricard Reguant amb la participació de Sabater. Reguant també va ser el realitzador del videoclip de la cançó «És inútil continuar» (Quina nit, Picap, 1990), un dels primers temes de Sau que es van fer coneguts.
Per la banda de la faràndula, Sabater va participar en obres com Cyrano de Bergerac, Romeu i Julieta, El malentès o El knack, per exemple. El 1986 formà part de La Vendetta i del seu primer espectacle Omertà. Va fer televisió, formant part de sèries de renom com I ara què, Xènia?, Sitges (TV3, 1996, dirigida per Eduard Cortés amb intèrprets com Manel Barceló, Laura Conejero, Marta Calvó, Victòria Pagès, Boris Ruiz o Àngels Bassas) o Arnau. Va fer cine participant en pel·lícules com Gaudí i Vida privada. El teatre musical va ocupar la seva última època, ja que va protagonitzar musicals de gran èxit, els quals compaginava amb Sau. Va fer el musical Tots dos amb Àngels Gonyalons, i Company i Els Pirates de Dagoll Dagom.

### La fi
L'any 1998 Sau, presentava el disc Amb la lluna a l'esquena, que, sense saber-ho, seria el seu darrer disc. Al mateix temps, Sabater preparava de nou el musical Els Pirates, estrenat el 1997. Després d'estrenar aquest disc, Sau inicia la gira «XII» per celebrar els dotze anys de vida musical de grup. Aquesta gira, desgraciadament només va conèixer un únic escenari, el del Casal de Vilafranca del Penedès. El 12 de febrer de 1999 Sau va fer el que havia de ser el primer d'un seguit de concerts que formaven la gira. Després de finalitzar més de dues hores de concert, als camerinos, Carles Sabater queia a terra. La matinada del 13 de febrer de 1999 es confirmava la seva mort, a l'edat de 36 anys. La causa de mort fou publicada com aturada cardiorespiratòria.
El musical Els Pirates estava de gira per Espanya, i Carles Sabater, quan no tenia compromís amb Sau, feia el paper protagonista; quan actuava amb el grup d'Osona, el substituïa un joveníssim Miquel Fernández. Va ser el cas d'aquell fatídic dissabte en què es va saber la notícia. «Actuàvem a Logronyo i va ser duríssim, potser la funció més dura que ha hagut d'afrontar la companyia. Els plors entre bambolines eren constants. Al finalitzar la representació vam explicar la notícia al públic, que es va posar dempeus amb una llarga ovació», recorda Joan Lluís Bozzo. Com Bozzo, Magda Bonet també va parlar amb Sabater el mateix divendres del concert: «Va venir a casa buscar farina de galeta! Vam parlar una estona del bolo de la nit a Vilafranca i la nova gira». Poques hores després, de matinada, Bonet acompanyaria Laura Jou a Vilafranca. La seva parella havia rebut una trucada de l'hospital: «Era una persona sana, que no havia tingut mai res, i el cop va ser duríssim, em va costar molts anys recuperar-me. Encara no s'entén per què va morir. El metge forense ens va dir que era una mort d'un esportista d'elit».
Carles Sabater deixava enrere una vida apassionada, plena d'art. Fou homenatjat el 28 d'abril de 1999, amb un concert que va organitzar Pep Sala; on va tocar juntament amb els integrants de la banda de «l'últim concert»: Ramon Altimir, Quim Benítez «Vilaplana», Josep Lluís Pérez i Toni Pagès; i artistes com Tomeu Penya, Sopa de Cabra, Lluís Llach, Lax'n'Busto, Dagoll Dagom o Luz Casal.

## Obres

### Discografia
- No puc deixar de fumar (1987)
- Per la porta de servei (1989)
- Quina nit (1990)
- El més gran dels pecadors (1991)
- Concert de mitjanit (1992)
- Junts de nou per primer cop (1994)
- Cançons perdudes, rareses, remescles (1995)
- Set (1996)
- Bàsic (1997)
- Amb la lluna a l'esquena (1998)

D'altra banda, amb Sau col·laborà en els discos: Com un huracà (homenatge a Neil Young), al directe de la Companyia Elèctrica Dharma al Palau Sant Jordi amb motiu de la celebració dels seus 20 anys, i al disc Serrat eres único, versionant la cançó Pare. Sabater i Sala també posaren veus a discos de Pau Riba, Ia & Batiste i Enric Hernáez.
Carles Sabater, a més, enregistrà la versió discogràfica d'Els Pirates, obra que representà amb Dagoll Dagom.

### Pel·lícules
- Gaudí (1988), interpretant el personatge de Gaudí.
- Daniya, jardí de l'harem (1988).
- Aventis (1989), basada en l'obra de Juan Marsé Si te dicen que caí.
- Escrit als estels (1991).
- El hombre de cristal (1993), curtmetratge.
- La febre d'or (1993), interpretant "Pablito Mas".
- La Monyos (1997), interpretant "Aleix".

### Televisió
- Vida privada (1987), sèrie.
- La rambla de les floristes (1986), telefilm.
- Sóc com sóc (1990), sèrie.
- I ara què, Xènia? (1993), sèrie.
- Arnau (1994), sèrie.
- Sitges (1996), sèrie.
- Dues dones (1996), telefilm.

A més a més, fou presentador dels programes Temps de música, Graduï's, ara pot i La sardana.

### Teatre
- Romeu i Julieta (1983).
- El malentès (1983).
- Una jornada particular (1984).
- Cyrano de Bergerac (1985).
- L'auca del senyor Esteve (1985).
- Omertà (1987).
- El knack (1988).

### Musicals
- Tots dos (amb Àngels Gonyalons, 1993).
- Company (1997), de Stephen Sondheim, actuant amb el grup de teatre Teatre Lliure.
- Els Pirates (1997), actuant amb el grup Dagoll Dagom.